# Bill Caton
Bill Caton (Kidsgrove, 11 settembre 1924 – Cross Heath, 16 agosto 2011) è stato un calciatore inglese, di ruolo centrocampista.

## Carriera
Tra il 1947 ed il 1950 gioca con lo Stoke City nella prima divisione inglese: dopo 3 presenze ed una rete nella stagione 1947-1948, nelle 2 annate successive gioca rispettivamente 10 e 9 partite, segnando anche un ulteriore gol nella stagione 1948-1949. Dopo complessive 22 presenze e 2 reti scende di categoria e si accasa al Carlisle Utd, in terza divisione: nella parte finale della stagione 1949-1950 realizza una rete in 3 presenze, mentre nei 2 anni successivi gioca stabilmente da titolare, collezionando complessivamente 58 presenze e 14 reti in partite di campionato, oltre a 3 presenze in FA Cup. Trascorre in terza divisione anche la stagione 1952-1953, in cui gioca 7 partite con il Chesterfield, mentre l'anno seguente gioca a livello semiprofessionistico con il Worcester City; nella stagione 1954-1955 torna in terza divisione, campionato in cui con il Crewe Alexandra mette a segno 9 reti in 39 presenze. Nei 2 anni seguenti gioca a livello semiprofessionistico con i Gresley Rovers (56 presenze e 24 reti in partite di campionato), mentre nella stagione 1957-1958 gioca 4 partite nel Mossley.